# Aguas Claras flygplats
Aguas Claras Airport är en flygplats i Colombia.   Den ligger i departementet Cesar, i den norra delen av landet, 400 km norr om huvudstaden Bogotá. Aguas Claras Airport ligger 1 169 meter över havet.
Terrängen runt Aguas Claras Airport är huvudsakligen kuperad, men den allra närmaste omgivningen är platt. Runt Aguas Claras Airport är det tätbefolkat, med 266 invånare per kvadratkilometer. Närmaste större samhälle är Ocaña, 8,6 km söder om Aguas Claras Airport. Omgivningarna runt Aguas Claras Airport är en mosaik av jordbruksmark och naturlig växtlighet.